# Jean Renaud (professeur)
Pour les articles homonymes, voir Jean Renaud et Renaud (homonymie).
 (janvier 2012).
Si vous disposez d'ouvrages ou d'articles de référence ou si vous connaissez des sites web de qualité traitant du thème abordé ici, merci de compléter l'article en donnant les références utiles à sa vérifiabilité et en les liant à la section « Notes et références ».
Jean Renaud, né à l'île de Ré le 24 septembre 1947, est un universitaire français.

## Biographie
Il a associé études d'anglais et de scandinave à l'université de Caen, et ponctué les premières d'une agrégation et les secondes d'un doctorat d'État. Sa thèse, soutenue à la Sorbonne en 1986, est parue en Allemagne sous le titre Archipels norrois  (ISBN 3-87452-713-1) aux éditions Kümmerle. Après avoir enseigné le norvégien aux Shetland (1968-1969) puis le français au Danemark (1971-1975), il a été, jusqu'en 2010, professeur de langues, littérature et civilisation scandinaves à l'université de Caen, où il a dirigé le Département d'Études Nordiques puis l'Office franco-norvégien d'échanges et de coopération (OFNEC). Il a également été chargé de mission pour les langues scandinaves auprès de l'Inspection générale de l'Éducation nationale (2001-2004). Auteur de nombreux articles, il a produit une double série de vocabulaires et de manuels de langues scandinaves aux éditions Ophrys et écrit une quinzaine d'ouvrages sur le thème des Vikings. Il a également écrit un livre sur le patois de l'île de Ré, ainsi qu'un roman en partie autobiographique : Le Fils du gardien de phare.
Il contribue par ailleurs à faire connaître la littérature scandinave en France par ses traductions (du danois, du féroïen, de l'islandais, du norvégien et du suédois), dont plus d'une trentaine de romans, des pièces de théâtre, des sagas islandaises, des recueils de contes populaires et des livres pour enfants et adolescents.
Jean Renaud fait partie du comité scientifique des revues Nordiques et Scandia Journal of Medieval Norse Studies, et il est membre de l'Association des traducteurs littéraires de France. Il a reçu en 2012 le prix Île-de-Ré pour son ouvrage intitulé Le Patois rétais.

## Publications

### Ouvrages
Vikings
- Archipels norrois. Orcades, Shetland et Hébrides dans le monde viking, Kümmerle Verlag, Göppingen, 1988  (ISBN 3-87452-713-1)
- Les Vikings et la Normandie, Ouest-France, Rennes, (1989)  (ISBN 2-7373-0258-7)
- Les Vikings et les Celtes, Ouest-France, Rennes, 1992  (ISBN 2-7373-0901-8)
- Les Dieux des Vikings, Ouest-France, Rennes, 1996  (ISBN 2-7373-1468-2) ; nouvelle édition actualisée, 2018  (ISBN 978-2-7373-7673-3)
- Les Vikings en France, Ouest-France, 1999  (ISBN 2-7373-2617-6) ; nouvelle édition actualisée, 2017  (ISBN 978-2-7373-7468-5)
- Les Vikings de la Charente à l'assaut de l'Aquitaine, Princi Negue, Pau, 2002; réédition PyréMonde, 2007 et éditions des Régionalismes, Cressé, 2009  (ISBN 2-84618-086-5)
- Les Vikings. Conquérants dans l'âme, Histoire Médiévale, Hors Série n°4, 2003  (ISSN 1294-6397)
- Rollon chef Viking, Ouest-France, Rennes, 2006  (ISBN 2 7373 3592 2)
- La Normandie des Vikings, éditions OREP, 2006  (ISBN 978-2-915762-06-8); nouvelle édition actualisée, 2023  (ISBN 978-2-8151-0776-1)
- Les Vikings et les patois de Normandie et des îles anglo-normandes, éditions OREP, 2008  (ISBN 978-2-915762-52-5)
- Les Îles de Vendée face aux Vikings, L'Étrave, Verrières, 2008  (ISBN 978-2-909599-88-5)
- Odin et Thor, Dieux des Vikings, en coll. avec Alexis Charniguet, Larousse, Paris, 2008,  (ISBN 978-2-03-583674-8)
- Vikings et noms de lieux de Normandie. Dictionnaire des toponymes d'origine scandinave en Normandie, éditions OREP, 2009  (ISBN 978-2-915762-89-1)
- Sur les traces des Vikings en France, Ouest-France, Rennes, 2010  (ISBN 978-2-7373-4896-9)
- La Tapisserie de Rollon, éditions OREP, 2011  (ISBN 978-2-815100-69-4)
- Vikings. Des premiers raids à la création du duché de Normandie, Ouest-France, Rennes, 2016  (ISBN 978-2-7373-6972-8)
- Vikings. À la conquête du monde celtique, Ouest-France, Rennes, 2017  (ISBN 978-2-7373-7382-4)
- Les Vikings : vérités et légendes, Perrin, Paris, 2019  (ISBN 978-2-262-07477-7)
- Les Vikings : vérités et légendes, Éditions de Noyelles, France-Loisirs, Paris, 2020  (ISBN 978-2-298-16293-6)
- L'Épopée viking. Histoire et civilisations (Le Monde), hors-série, juin 2021   (ISSN 2417-8764)
- Les Invasions vikings, à l’ouest par-delà la mer, Ouest-France, Rennes, 2023  (ISBN 978-2-7373-8822-4)

Langues
- Vocabulaire danois, Ophrys, Gap, 1992  (ISBN 2-7080-0639-8)
- Vocabulaire norvégien, Ophrys, Gap, 1993  (ISBN 2-7080-0695-9)
- Vocabulaire islandais, en coll. avec Steinunn Le Breton, Ophrys, Gap, 1996  (ISBN 2-7080-0823-4)
- Vocabulaire hongrois, en coll. avec Jean-Michel Brohée, Ophrys, Gap, 2001  (ISBN 2-7080-1000-X)
- Vocabulaire suédois, en coll. avec Annelie Jarl, Ophrys, Gap, 2002  (ISBN 2-7080-1029-8)

- Le norvégien en vingt leçons, en coll. avec Jon Buscall, Ophrys, Gap, 1996  (ISBN 2-7080-0817-X); nouvelle édition actualisée, 2021  (ISBN 978-2-7080-1607-1)
- Le danois en vingt leçons, en coll. avec Søren Væver, Ophrys, Gap, 1997  (ISBN 2-7080-0860-9); nouvelle édition actualisée, 2021  (ISBN 978-2-7080-1606-4)
- Le suédois en vingt leçons, en coll. avec Lena Poggi, Ophrys, Gap, 1998  (ISBN 2-7080-0888-9) ; nouvelle édition actualisée, 2018   (ISBN 978-2-7080-1510-4)

- Le Patois rétais, CPE, Romorantin, 2012  (ISBN 978-2-84503-940-7)
- Petit Vocabulaire actuel – norvégien, Ophrys, Gap, 2014   (ISBN 978-2-7080-1395-7)

Littérature et civilisation
- Linnées boréales. Recueil de nouvelles nordiques, dir. Jean Renaud, Presses universitaires de Caen, 2001.  (ISBN 2-84133-162-8)
- Au fil du temps. Témoignages de 50 ans d'études nordiques à l'Université de Caen, dir. Jean Renaud, Presses universitaires de Caen, 2006.  (ISBN 2-84133-290-X)
- L'identité : une question de langue ? Actes du colloque international organisé les 2-4 novembre 2006 à Caen, dir. Jean Renaud, Presses universitaires de Caen, 2008.  (ISBN 978-2-84133-311-0)
- Le fils du gardien de phare, roman, Le Croît vif, Saintes, 2015  (ISBN 978-2-36199-508-9)

### Articles
Vikings
- "Shetland et Orcades, premiers jalons de l'expansion scandinave vers l'ouest", in Cahiers du Centre de Recherches sur les Pays du Nord et du Nord-Ouest, vol. 1, université de Caen, 1978
- "Shetland, Orcades, Hébrides : scandinaves ou celtiques?", in Études Germaniques, no 168, Paris, 1987  (ISSN 0014-2115)
- "Les inscriptions runiques de Maeshowe", in Heimdal, no 43, Bayeux, 1987  (ISSN 0336-030X)
- "Scandinaves + Celtes = Islandais", in Archipels, vents et amers, Artus, no 25-26, Nantes 1987.  (ISSN 0181-1835)
- "Les Vikings dans les archipels écossais", in Les Mondes Normands (VIIIe – XIIe siècles). Actes du 2e congrès international d'archéologie médiévale (1987), Caen, 1989
- "Normandie, terre des Vikings", in Moderna Språk, no 2, Göteborg, 1993  (ISSN 0026-8577)
- "Les Vikings en Normandie", in Bulletin de l'Association "Montivilliers, hier, aujourd'hui, demain", Montivilliers, 1993 ; repris sous le titre "Les Vikings et la Normandie", in Une amitié millénaire. Les relations entre la France et la Suède à travers les âges, Beauchesne, Paris, 1993  (ISBN 2-7010-1281-3)
- "Quand l'île de Ré était aux Vikings", in Bulletin de l'Association des Amis de l'île de Ré, no 8, Saint-Martin-de-Ré, 1995
- "L'héritage maritime norrois", in Mélanges René Lepelley, Cahier des Annales de Normandie, no 26, Caen, 1995
- "Le mythe du Viking chez les Normands", in Études Germaniques, no 200, Paris, 1995  (ISSN 0014-2115) ; repris dans Passions boréales. Regards français sur la Norvège, Presses universitaires de Caen, 2000  (ISBN 2-84133-112-1)

- "Les rapports entre jarls orcadiens et rois norvégiens à la lumière de l'Orkneyinga saga, in Sagas and the Norwegian Experience, 10th International Saga Conference (1987), Senter for Middelalderstudier, Trondheim, 1997
- "Le Tingland. L'emplacement d'un þing en Normandie ?" (en coll. avec Elisabeth Ridel), in Nouvelle Revue d'onomastique, no 35-36, Paris, 2000  (ISSN 0755-7752)
- "Les Vikings et l'esprit normand", in Le secret d'Odin. Mélanges offerts à Régis Boyer, Presses universitaires de Nancy, 2001  (ISBN 2-86480-856-0)
- "La mer et les bateaux dans les sagas", in L'héritage maritime des Vikings en Europe de l'Ouest, Actes du Colloque International de La Hague (1999), Presses universitaires de Caen, 2002  (ISBN 2-84133-142-3)
- "Les Vikings en Aquitaine" & "Les Vikings dans le Midi", in Les Vikings en France, une synthèse inédite, Dossiers d'Archéologie, no 277, Dijon, 2002,  (ISSN 1141-7137)
- "L'or et le sang", in Les Temps Médiévaux, no 4, Nice, 2002  (ISSN 1633-0285)
- "Les Vikings en France", in Scandinavie, Les dossiers de Clio, Paris, 2003
- "La toponymie normanique : reflet d'une colonisation", in La progression des Vikings, des raids à la colonisation, Cahiers du GRHIS, no 14, Publications de l'Université de Rouen, 2003
- "Hasting en Méditerranée : de l'histoire à la légende", in La violence au Moyen Âge, Les Temps médiévaux, no 15, Nice, 2004  (ISSN 1633-0285)
- "Et ils fondèrent la Normandie", in L'Europe des Vikings, catalogue d'exposition, Centre culturel Abbaye de Daoulas / Hoëbeke, 2004  (ISBN 2-84230-202-8)
- "Les pratiques religieuses des Vikings", in Histoire Médiévale, no 58, Apt, 2004  (ISSN 1294-6397)
- "Le prétendu Rollon et la Normandie", in Les Vikings, premiers Européens, VIIIe – XIe siècle, Autrement, Paris, 2005  (ISBN 2-7467-0736-5)
- "Opérations commando en Francie occidentale", in L'épopée des Normands, Historia, no 103, Paris, 2006  (ISSN 0018-2281)
- "La principauté des Orcades" & "Les Vikings danois dans le Bessin", in Vikings et Normands. Fondateurs d'États, Histoire et images médiévales, no 8, Apt, 2007,  (ISSN 1779-059X)
- "Vikings et contestataires : l'image des sagas", in Images de la contestation du pouvoir dans le monde normand, Xe – XVIIIe siècles. Actes du colloque international de Cerisy-la-Salle, 2004, Presses universitaires de Caen, 2007  (ISBN 978-2-84133-272-4)
- "The Duchy of Normandy", in The Viking World, Routledge, Londres et New York, 2008  (ISBN 978-0-415-33315-3)
- "Des Vikings et des Ases", in Mémoire viking, Histoire et images médiévales, no 19, Apt, 2010  (ISSN 1779-059X)
- "Les Vikings : des démocrates avant l'heure ?", in Les Vikings, Historia, no 742, 2010  (ISSN 0018-2281)
- "L'apport des Vikings aux parlers normands du nord de Seine", in Le Pucheux, no 100, Fontaine-le-Bourg, 2011
- "Les origines scandinaves de Turgot", in Mélanges Catherine Bougy, Caen, 2012  (ISBN 978-2-7080-1395-7)
- "¡Del furor de los Normandos, líbranos Señor!", in Desperta Ferro, n° 26, Madrid, novembre 2014  (ISSN 2171-9276)
- “Un impact viking… jusqu'à nos jours“, in Nordiques, no 29, Caen, printemps 2015  (ISBN 978-2-9544654-5-6)
- “Paisibles en la demeure“, in Vikings, Historia Spécial, no 23, mai-juin 2015  (ISSN 2114-544X) ; nouvelle édition, in Vikings, La saga scandinave, Éditions de la République, Paris, 2017  (ISBN 979-1-0969-6304-1)
- "Le Vannetais face aux Vikings", in Vannes au Moyen Âge, une histoire de 1000 ans, Locus Solus, Vannes, 2016  (ISBN 978-2-36833-133-0)
- “Les Vikings en Amérique ?”, in Les énigmes de l’histoire du monde, Perrin, Paris, 2019  (ISBN 978-2-2620-7730-3)
- “Ragnar Lodbrok est-il un personnage historique ?“, in Mythologie(s), n° 37, Paris, 2019.
- “L’aigle de sang : sacrifice rituel ou fiction ?“, in Mythologie(s), n° 37, Paris, 2019.
- “Ragnarök, fatal destin“, in Mythologie(s), hors-série n° 29, Apocalypse et fin du monde, Paris, 2020.
- “Ragnarök et la Bible“, in Mythologie(s), hors-série n° 29, Apocalypse et fin du monde, Paris, 2020.
- "La Scandinavie à l'aube de l'ère viking", in Patrimoine normand, hors-série Vikings, de la Scandinavie à la Normandie, juillet 2020.
- “Vikings far and wide, but close to me”, in The New Shetlander, n° 298, Lerwick, Shetland, 2022  (ISSN 0047-987X)
- “Vikings. L’incroyable détour par l’Amérique”, in Le Monde, Histoire et civilisations, hors-série, Paris, 2022  (ISSN 2417-8764)

Langues
- "La mort d'une langue scandinave : le norn", in Cahiers du Centre de Recherches sur les Pays du Nord et du Nord-Ouest, vol. 1, Université de Caen, 1978
- "N.d.T.", in Traduire du scandinave. Réflexions et témoignages, Études germaniques, Paris, 2001  (ISSN 0014-2115)
- "Le patois de l'île de Ré", in Mélanges offerts à Hans Lindbäck à l'occasion de ses soixante-dix ans, Åbo Akademi, Turku, 2004  (ISBN 952-12-1316-7) ; repris dans AIR, Amis de l'île de Ré, bulletin no 97, 2005
- "Er det muligt at oversætte fra dansk til fransk ?", in Fra det ene sprog til det andet. Modersmål-Selskabets Årbog, Vandkunsten, Copenhague, 2008  (ISBN 978-87-7695-106-1); réédité in Fra det ene sprog til det andet - Dansk i verden, Modersmål-Selskabet, Copenhague, 2022  (ISBN 978-87-93708-22-8)
- "Dansk i Frankrig eller… når franskmænd lærer dansk", in Dansk i verden. Modersmål-Selskabets Årbog, Vandkunsten, Copenhague, 2009  (ISBN 978-87-7695-151-1); réédité in Fra det ene sprog til det andet - Dansk i verden, Modersmål-Selskabet, Copenhague, 2022  (ISBN 978-87-93708-22-8)

Littérature et civilisation
- "Le monde fantastique des Shetland", in Heimdal, no 40, Bayeux, 1985  (ISSN 0336-030X) ; repris sous le titre "Le peuple surnaturel des Shetland", in Écosse, blanches terres, Artus, no 25-26, Nantes, 1987  (ISSN 0181-1835)
- "Up-Helly-Aa", in Heimdal, no 41, Bayeux, 1986  (ISSN 0336-030X) ; repris (en français et en anglais) dans Le Feu, Total Information, no 107, 1988  (ISSN 0152-6189) et Fire, Total Information, no 107, 1988  (ISSN 0295-6357)
- "La littérature danoise pour l'enfance et la jeunesse", in Lettres danoises, Journal publié par la Fondation "Danmark-Frankrig", Copenhague, 1987  (ISSN 0903-4374)
- "L'attachement à la terre chez Knud Sørensen", in Les valeurs de la terre dans la littérature scandinave moderne, Germanica, no 4, Presses universitaires de Lille, 1988
- "Jess Ørnsbo, ou le modernisme à outrance", in Le modernisme dans les littératures scandinaves, Germanica, no 12, Presses universitaires de Lille, 1993  (ISSN 0984-2632)
- "A World of Dream and Magic", in Danish Literary Magazine, no 5, Copenhague, 1993
- "Eroticism in the Saga of Bósi", in Litteratur og kjønn i Norden, Actes du colloque international de l'IASS à Reykjavik (1994), Háskólaútgáfan, Reykjavik, 1996  (ISBN 9979-54-124-5)
- "William Heinesen, chantre des Féroé", in Littérature du Danemark, Europe, no 810, 1996  (ISSN 0014-2751)
- "De l'histoire au roman : l'expérience danoise", in Le roman historique dans les pays scandinaves au XXe siècle, Germanica, no 23, Presses universitaires de Lille, 1998  (ISSN 0984-2632)
- "Goðsögnin um Baldur í meðförum Saxa málspaka", in Heiðin minni. Greinar um fornar bókmenntir, Heimskringla, Reykjavik, 1999  (ISBN 9979-3-1844-9)
- "La littérature pour enfants au Danemark", in L'Europe dans tous ses États. Au pays de la petite Sirène, Bibliothèque municipale de Caen, 1999
- "Evald Tang Kristensen, ou le conte à l'état pur", in Génie conteur du Nord (de l'Islande à l'Estonie), Rencontres d'Aubrac (1999), Fil d'Ariane, 2002  (ISBN 2-912470-29-3)
- "Contes et sagas", in Tirelivre, no 9, Bibliothèque municipale de Caen, 2004
- "Le mythe de Tyr, essai d'interprétation psychanalytique", in Mythe et Mythologie du Nord ancien, Europe, Paris, 2006  (ISSN 0014-2751)
- "Lut(e)fisk et seuche moîtrèïe", in L'Identité : une question de langue ?, Presses universitaires de Caen, 2008  (ISBN 978-2-84133-311-0)
- "De l'usage littéraire de la Tapisserie de Bayeux par trois auteurs danois", in La Tapisserie de Bayeux : une chronique des temps vikings ?, Actes du colloque international de Bayeux (2007), Point de vues, Bonsecours, 2009  (ISBN 978-2-915548-21-1)
- "L'Islande dans Voyage au centre de la terre de Jules Verne", in Courrier d'Islande, numéros de juillet et d'automne, Association France-Islande, Paris, 2009
- "L'érotisme dans la saga de Bósi et Herrauðr", in Courrier d'Islande, numéros de juillet et d'octobre, Association France-Islande, Paris, 2010
- "La seuche moîtrèye, un témoin possible du commerce rétais avec les pays nordiques", in Histoire de l'île de Ré, des origines à nos jours, Le Croît vif, Saintes, 2016  (ISBN 978-2-36199-506-5)
- “L’angélique dans les sagas islandaises”, in Courrier d’Islande, Association France-Islande, Paris, automne 2021
- “Vengeance et magie” (nouvelle), in Perluète, n° 11, Normandie Livre et Lecture, Caen, octobre 2022  (ISSN 2649-6062)
- “La dentelle aux fuseaux en Islande”, in Courrier d’Islande, Association France-Islande, Paris, hiver 2022

Notices
- Grande Encyclopédie, Librairie Larousse, Paris  (ISBN 2-03-000900-8)

"Pär Lagerkvist", "Selma Lagerlöf", in vol. 11, 1974 ;
"Halldór Kiljan Laxness", in vol. 12, 1974 ;
"Martin Andersen Nexø", in vol. 14, 1975 ;
"Henrik Pontoppidan", in vol. 16, 1975 ;
"Les sagas", "Les littératures scandinaves", in vol. 17, 1976 ;
"Snorri Sturluson", "August Strindberg", in vol. 18, 1976 ;
"Sigrid Undset", "Tarjei Vesås", in vol. 20, 1976 ;
"Les littératures scandinaves (de 1970 à 1980)", in Supplément no 1, 1981
- Caractères, FACL, Caen  (ISSN 0992-7115)

"La littérature islandaise", "La littérature danoise", in no 6, 1991
- Les Boréales de Normandie, Livrets de présentation du Festival d'art et de littérature nordiques, Caen

"Svend Åge Madsen", "Kirsten Thorup", "Hanne Marie Svendsen", in no 1, 1992 ;
"Lars Bo", in no 2, 1993 ;
"Dorrit Willumsen", in no 3, 1994 ;
"Jørn Riel", in no 4, 1995 ;
"Peter Madsen", in no 5, 1996
- Polars du Nord. Une anthologie, Le Bois Debout, Caen 1997  (ISBN 2-912600-00-6)

"Flemming Jarlskov"
- Patrimoine littéraire européen, Anthologie en langue française, De Boeck Université, Namur  (ISSN 0779-4673)

"Saxo Grammaticus", "Les ballades danoises", in vol. 4b, 1993 ; "Steen Steensen Blicher", in vol. 11a, 1999 ;
"Jens Peter Jacobsen", in vol. 11b, 1999 ; "Herman Bang, in vol. 12, 2000
- Patrimoine littéraire : Auteurs européens du premier XXe siècle, Anthologie en langue française, De Boeck Université, Namur  (ISSN 0779-4673)

"Johannes V. Jensen", "Martin Andersen Nexø", in vol. 2, 2002
- Dictionnaire des Auteurs Européens, Hachette, Paris  (ISBN 978-2-01-166687-1)

"William Heinesen", "Les sagas islandaises"
- Études germaniques, Paris, 2012  (ISBN 978-2-252-03857-4)

"Régis Boyer: Les conteurs du Nord"
- Dictionnaire du livre de jeunesse, éd. du Cercle de la Librairie, 2013  (ISBN 978-2-7654-1401-8)

"Hans Christian Andersen"

## Traductions
de l'islandais
- La Saga des Féroïens, Aubier-Montaigne, Paris, 1983  (ISBN 2-7007-0304-9)
- La Saga des Orcadiens, Aubier, Paris, 1990  (ISBN 2-7007-1642-6); Nouvelle édition mise à jour, Anacharsis, Toulouse, 2022  (ISBN 979-10-279-0432-7)
- La Saga de Bósi et Herrauðr, AssorBD, Saint-Martin-du-Bec, 1993  (ISBN 2-9502410-4-2)
- La Saga des gens du Vápnafjörðr & La saga de Þorðr l'impétueux, Belles Lettres, Paris, 2003  (ISBN 2-251-07101-6)
- La Saga de Ragnarr aux Braies velues, Le dit de Ragnarr et de ses fils & Le chant de Kráka, Anacharsis, Toulouse, 2005  (ISBN 2-914777-23-X)

- La géante dans la barque de pierre et autres contes d'Islande, collectés par Jón Árnason, en coll. avec Ásdís Magnúsdóttir, José Corti, Paris, 2003  (ISBN 2-7143-0827-9)
- Contes d'Islande, en coll. avec Ásdís Magnúsdóttir, L'École des Loisirs, Paris, 2005  (ISBN 2-211-081-21-5)
- "Ketilridur", in Au fil des contes, Milan, Toulouse, 2006  (ISBN 978-2-7459-2292-2)

- Jónina Leósdóttir, "M'aime – m'aime pas”, in Pays nordiques. Nouvelles, Reflets d'ailleurs, Clermont-Ferrand, 2011  (ISBN 978-2-918593-18-8)
- Sagas légendaires islandaises, en coll. avec Régis Boyer, Anacharsis, Toulouse, 2012   (ISBN 978-2914777-896)
- La Saga de Ragnarr loðbrók, Griffe, Anacharsis, Toulouse, 2017  (ISBN 979-1092011-41-8)

du féroïen
- Hanus Kamban Andreassen, "A l'abri de tes ailes", in Voyage en Septentrion. Nouvelles nouvelles, Paris, 1991  (ISBN 2-908835-08-8)
- Marjun Syderbø Kjelnæs, "Écrire dans le sable", in Pays Nordiques. Nouvelles, Reflets d'ailleurs, Clermont-Ferrand, 2011  (ISBN 978-2-918593-18-8)

du norvégien
- Patrick Bruun, L'Asie rencontre l'Europe (200 av. J.-C.- 500), Mémoires du Monde, vol. 3, Norden, Saint-Gall, 1995  (ISBN 2-910648-09-5)
- Knut Helle, Le Moyen Âge face aux nomades (1000-1300), Mémoires du Monde, vol. 5, Norden, Saint-Gall, 1995  (ISBN 2-910648-03-6)
- Jonas Lie, La famille de Gilje, L'Elan, Nantes, 2007  (ISBN 978-2- 909027-71-5)
- Anne B. Ragde, La terre des mensonges, Balland, Paris, 2009  (ISBN 978-2-35315-039-7); 10/18, 2010  (ISBN 978-2-264-05128-8)
- Anne B. Ragde, La ferme des Neshov, Balland, Paris, 2010  (ISBN 978-2-35315-068-7); 10/18, 2011  (ISBN 978-2-264-05319-0)
- Anne B. Ragde, L'héritage impossible, Balland, Paris, 2010  (ISBN 978-2-35315-082-3); 10/18, 2011  (ISBN 978-2-264-05543-9)
- Anne B. Ragde, La tour d'arsenic, Balland, Paris, 2011  (ISBN 978-2- 35315-136-3); 10/18, 2013  (ISBN 978-2-264-05847-8)
- Anne B. Ragde, La terre des mensonges, lu par Ludmilla Ruoso, Lizzie, Paris, 2018  (ISBN 979-10-366-0022-7)
- Niels Steensgaard, Les grandes découvertes (1350-1500), Mémoires du Monde, vol. 7, Norden, Saint-Gall, 1995  (ISBN 2-910648-12-5)
- Terje Stigen, "Voisins", in Voyage en Septentrion. Nouvelles nouvelles, Paris, 1991  (ISBN 2-908835-08-8) ; repris dans Contes, récits, nouvelles. 6e / 5e. La vie dont vous êtes le héros, Magnard, 1992  (ISBN 2-210-42510-7)
- Terje Stigen, La cathédrale, en coll. avec Philippe Bouquet, Presses universitaires de Caen, 2005  (ISBN 2-84133-266-7)
- Rudi Thomsen, La naissance des grandes cultures (1200-200 av. J.-C.), Mémoires du Monde, vol. 2, Norden, Saint-Gall, 1995  (ISBN 2-910648-06-0)
- Bjørg Vik, "Paysage côtier", in Voyage en Septentrion. Nouvelles nouvelles, Paris, 1991  (ISBN 2-908835-08-8)

du suédois
- Marianne Fredriksson, Inge et Mira, Ramsay, Paris, 2001  (ISBN 2-84114-475-5) ; Ed. de la Seine, 2002  (ISBN 978-2-7382-1626-7) ; Libra diffusio, 2003  (ISBN 978-2-84492-093-5) ; J'ai lu, 2009  (ISBN 978-2-290-32412-7)
- Janina Kastevik, Minna et l’empereur de glace, en coll. avec Annelie Jarl-Ireman, Bayard, Paris, 2018  (ISBN 978-2-7470-5114-9)
- Kerstin Lundberg Hahn, Le secret de Vita, en coll. avec Annelie Jarl-Ireman, Bayard, Paris, 2013  (ISBN 978-2-7470-3794-5)
- Liza Marklund, Deadline. Les enquêtes d'Annika Bengtzon, en coll. avec Catherine Buscall, Ramsay, Paris, 2002  (ISBN 2-84114-584-0) ; Le Livre de Poche  (ISBN 2-253-09070-0); Deadline, Hachette, 2013  (ISBN 978-2-01-203114-2)
- Liza Marklund, La Fondation Paradis, Le Masque, Paris, 2003  (ISBN 2-7024-8098-5) ; Le Livre de Poche  (ISBN 2-253-17257-X); Fondation Paradis, Hachette, 2012  (ISBN 978-2-01-203119-7)
- Liza Marklund, Meurtre au château d'été, Le Masque, Paris, 2004  (ISBN 2-7024-3209-3); Meurtre en prime time, Hachette, 2013  (ISBN 978-2-01-203113-5)
- Moni Nilsson-Brännström, Le voyage scolaire, Bayard, Paris, 2006  (ISBN 978-2-7470-1495-3)
- Moni Nilsson-Brännström, Après le voyage scolaire, Bayard, Paris, 2007  (ISBN 978-2-7470-1496-0)
- Moni Nilsson, Pourquoi mon père porte de grandes chaussures, en coll. avec Annelie Jarl-Ireman, Bayard, Paris, 2011  (ISBN 978-2-7470-3279-7)
- Susanne Ringell, Chat enterré, Presses universitaires de Caen, 2006  (ISBN 2-84133-286-1)
- Zachris Topelius, Le Tomte du château d'Åbo, en coll. avec Catherine Buscall, L'Elan, Nantes, 1999  (ISBN 2-909027-40-6)
- Johan Unenge, Ma vie extraordinaire, Bayard, Paris, 2013  (ISBN 978-2-7470-3677-1)

du danois
- Hans Christian Andersen, "L'intrépide soldat de plomb", "Le briquet", “Le camarade de voyage“, "Le garçon porcher", "Les cygnes sauvages", in Mille ans de contes classiques, Milan, Toulouse, 2000  (ISBN 2-7459-0134-6)
- Hans Christian Andersen, "Les cygnes sauvages", "Les habits neufs de l'Empereur", in Contes d'ici et d'ailleurs, Milan & France-Loisirs, Paris, 2002  (ISBN 2-7441-5847-X)
- Hans Christian Andersen, "La princesse au petit pois", in Histoires de princes et princesses, Milan, Toulouse, 2002  (ISBN 2-7459-0643-7)
- Hans Christian Andersen, "La petite fille aux allumettes", in Noël. Le livre des contes, des poésies et des chansons, Milan, Toulouse, 2005  (ISBN 2-7459-1959-8)
- Hans Christian Andersen, "Le briquet", in Histoires de bons et mauvais génies, Milan, Toulouse, 2006  (ISBN 2-7459-2184-3)
- Hans Christian Andersen, L'intrépide petit soldat de plomb, Mijade, Namur, 2007  (ISBN 978-2-87142-567-0)
- Hans Christian Andersen, "La princesse au petit pois", in Pirates, princesses et compagnie, Milan, Toulouse, 2010  (ISBN 978-2-7459-4555-6)
- Herman Bang, Katinka, Esprit Ouvert, Lausanne, 1989, réédition 2007  (ISBN 2-88329-001-6)
- Steen Steensen Blicher, Le Bonnetier, L'Elan, Nantes, 1994  (ISBN 2-909027-15-5)
- Karen Blixen, "Le laboureur", in La Nouvelle Revue Française, Gallimard, no 428, Paris, 1988
- Karen Blixen, Les fils de rois et autres contes, en coll. avec Philippe Bouquet, Gallimard, Paris, 1989  (ISBN 2-07-071248-6) ; Folio, 2011  (ISBN 978-2-07-044042-9)
- Karen Blixen, Les contes (en coll. avec Philippe Bouquet, et six autres traducteurs), Gallimard, 2007  (ISBN 978-2-07-078235-2)
- Lars Bo, L'oiseau de lune, Presses universitaires de Caen, 1993  (ISBN 2-905461-91-8)
- Lars Bo, Une drôle de maison à Paris, Le Bois Debout, Caen, 1999  (ISBN 2-912600-05-7)
- Peter Brandt, "Illusions brisées", in Voyage en Septentrion. Nouvelles nouvelles, Paris, 1991  (ISBN 2-908835-08-8)
- Aina Broby, Je viens de Sibérie, M'sieur !, L'École des loisirs, Paris, 1991  (ISBN 2-211-070-47-7)
- Erik Juul Clausen, "De 8h55 à l'éternité", in Écrivains danois d'aujourd'hui, La Nouvelle Revue Française, no 514, Gallimard, Paris, 1995
- Erik Juul Clausen, "La jument de Sidsel", "Comme disparus sous terre", Le cadeau de Noël de Marie", "Le sablier", Le lit en acier chromé", in Linnées boréales, Presses universitaires de Caen, 2001  (ISBN 2-84133-162-8)
- Vibeke Grønfeldt, "La forêt", in Écrivains danois d'aujourd'hui, La Nouvelle Revue Française, no 514, Gallimard, Paris, 1995
- Kirsten Hamman, Bannister, Presses universitaires de Caen, 1998  (ISBN 2-84133-066-4)
- Carla et Vilhelm Hansen, Petzi, chasseur de trolls, en coll. avec Catherine Renaud, Pocket, 1995  (ISBN 2-266-05811-8)
- Christina Hesselholdt, L'Unique, Presses universitaires de Caen, 2000  (ISBN 2-84133-127-X)
- William Heinesen, Mère Pléiade, Esprit ouvert, Paris, 1995  (ISBN 2-88329-006-7)
- William Heinesen, La Marmite noire, en coll. avec Catherine Renaud, Le Passeur, Nantes, 1997  (ISBN 2-907913-49-2)
- William Heinesen, "Le couteau", in Europe, no 887, Paris, 2003  (ISSN 0014-2751)
- Ludvig Holberg, Henrich et Pernille & Erasmus Montanus, Théâtrales, Paris, 2003  (ISBN 2-84260-120-3)
- Flemming Jarlskov, Coupe au carré, en coll. avec Catherine Renaud, L'Aube, La Tour d'Aigues, 1997  (ISBN 2-87678-378-9) ; réédition 2006,  (ISBN 2-7526-0256-1)
- Lene Kaaberbøl, Sorcière des brumes, 1- L’épreuve du feu, Bayard, Paris, 2017  (ISBN 978-2-7470-5160-6)
- Lene Kaaberbøl, Sorcière des brumes, 2- L’héritière de Viridiane, Bayard, Paris, 2017  (ISBN 978-2-7470-5161-3)
- Lene Kaaberbøl, Sorcière des brumes, 3- La vengeance de Kimæra, Bayard, Paris, 2018  (ISBN 978-2-7470-5162-0)
- Per Kirkeby, Rodin. La Porte de l'Enfer, L'Echoppe, Caen, 1992
- Ewald Tang Kristensen, La Cendrouse et autres contes du Jutland, José Corti, Paris, 1999  (ISBN 2-7143-0698-5)
- Bjarne Reuter, Le monde de Buster, L'École des loisirs, Paris, 1989  (ISBN 2-211-03256-7)
- Bjarne Reuter, Embrasse les étoiles, L'École des loisirs, Paris, 1989  (ISBN 2-211-05424-2)
- Bjarne Reuter, Oscar... à la vie à la mort, Hachette, Paris, 2000  (ISBN 2-01-321791-9) ; réédition 2001  (ISBN 2-01-321935-0)
- Bjarne Reuter, Le Fakir de Bilbao, Hachette, Paris, 2001  (ISBN 2-01-321821-4) ; réédition 2004  (ISBN 2-01-322281-5)
- Ebbe Schiøler, Au lit, Pitchoun, Pocket, Paris, 1995  (ISBN 2-266-05811-8)
- Jesper Stein, Troubles, Piranha, Paris, 2016  (ISBN 978-2-37119-040-5)
- Hanne Marie Svendsen, La Pierre rouge, Pocket, Paris, 1995  (ISBN 2-266-05798-7)
- Pia Tafdrup, "Dronningeporten (extraits)", in Deshima, Revue d'histoire globale des pays du Nord, no 4, université de Strasbourg, 2010  (ISBN 978-2-35410-008-7)
- Kirsten Thorup, La petite Jonna, Presses universitaires de Caen, 2008  (ISBN 978-2-84133-326-4)
- Dorrit Willumsen, "Les ciseaux", in La Révolution mise à nu par ses écrivains, même, Europe, no 715-716, Paris, 1988  (ISSN 0014-2751)
- Dorrit Willumsen, Marie. La vie romancée de Madame Tussaud, L'Arpenteur, Gallimard, Paris, 1989  (ISBN 2-07-078008-2)
- Dorrit Willumsen, "Un couple", in Voyage en Septentrion. Nouvelles nouvelles, Paris, 1991  (ISBN 2-908835-08-8)
- Dorrit Willumsen, Des vacances de chat, L'Elan, Nantes, 1999  (ISBN 2-909027-39-2)
- Dorrit Willumsen, Fifille. Une vie de chien, L'Elan, Nantes, 2003  (ISBN 2-909027-51-1)
- Jess Ørnsbo, Le club, Presses universitaires de Caen, 1998  (ISBN 2-84133-049-4)